# Graycassis
Genre
Graycassis est un genre d'araignées aranéomorphes de la famille des Lamponidae.

## Distribution
Les espèces de ce genre sont endémiques d'Australie. Elles se rencontrent en Nouvelle-Galles du Sud et au Queensland.

## Liste des espèces
Selon World Spider Catalog (version 17.5, 24/10/2016) :
- Graycassis barrington Platnick, 2000
- Graycassis boss Platnick, 2000
- Graycassis bruxner Platnick, 2000
- Graycassis bulga Platnick, 2000
- Graycassis chichester Platnick, 2000
- Graycassis dorrigo Platnick, 2000
- Graycassis enfield Platnick, 2000
- Graycassis marengo Platnick, 2000
- Graycassis scrub Platnick, 2000
- Graycassis styx Platnick, 2000

## Étymologie
Ce genre est nommé en l'honneur de Michael R. Gray et de Gerasimos Cassis.

## Publication originale
- Platnick, 2000 : A relimitation and revision of the Australasian ground spider family Lamponidae (Araneae: Gnaphosoidea). Bulletin of the American Museum of Natural History, no 245, p. 1-330 (texte intégral).